# ビジーフォー
ビジーフォーは、1978年に結成されたコミックバンド。
コミックソング・ものまね・アメリカナイズされたコントなどを得意とする。

## 概要

### 名称
「ビジーフォー」の「フォー」は結成当時のメンバーの人数に由来する。
主にグッチ裕三とモト冬樹のコンビとしての活動が知られているが、元々は4人組バンドであり、「ビジーフォー・スペシャル」時代は4人以上在籍していた時期もある。

### 誕生から解散まで
デビュー当時は渡辺プロダクション（現・ワタナベエンターテインメント）に在籍していた。前身は、1977年に結成の「いそがしバンド」である名前のビジーはbusyから来ており、「仕事がたくさん来て忙しくなるように」という願いが込められている。よって「ビージーフォー」は誤記である。
メンバーは、リーダーの島田与作（異名：イタッケ島田、ベース）、グッチ裕三（ボーカル）、モト冬樹（ギター）、ウガンダ（ウガンダ・トラ、ドラム）の四人。ウガンダがボーカルの時は、グッチがドラムを叩いていた。なお、冬樹の実兄であるエド山口はビジーフォーには参加していない。
当時のネタとしては、歌謡曲やらオールディーズの替え歌で「ウガンダ＝デブ、モト冬樹＝ハゲ、島田与作＝若作り」を歌に交えて、イジって笑いを取っていた。
メンバーの方向性の違いなどを理由に1984年頃解散し、島田は芸能界を引退、ウガンダはピン芸人となる。

### ビジーフォー・スペシャル
しばらくのブランクを経た後、島田とウガンダの抜けた後に新たにウーロン茶（ベース）、ロバよしお（ドラム）、そして紅一点（キーボード）の三人が加わり、ビジーフォー・スペシャルとして再スタート。
この頃から本格的にものまねを始め、1983年から出演のフジテレビの『ものまね王座決定戦』では裕三と冬樹のコンビで出演し、最多の5回の優勝を果たし、コロッケ、清水アキラ、栗田貫一と共に「ものまね四天王」として、ものまねブームの立役者となる。
夜も一生けんめい。（日本テレビ）などの番組では、裕三と冬樹はレギュラーとして、その他の3人はバックバンドとして出演するなど、バンドとしても活躍した。
のちにロバよしおが辞めエデン東（ドラム）が加入し、マネージャー兼見習いメンバーとして北海龍が参加している。

### 分裂
1992年に裕三は「グッチ裕三とグッチーズ」を、冬樹を始めその他のメンバーは新メンバーを加えた「モト冬樹とナンナラーズ（結成当初はモト冬樹とフリーマーケット）」を結成した。以降、5人組バンドとしては実質休業状態にある。
「ものまね王座決定戦」や「夜も一生けんめい。→THE夜もヒッパレ」など、裕三と冬樹のコンビで出演する番組では引き続きグループ名が表記されていたが、番組終了以降はテレビ出演しても個人名でしか表記されなくなった。

### 解散の真相
解散の理由は清水アキラの著書によれば「金の縺れ」であるという。『ものまね王座決定戦』では再三不仲ぶりがネタにされていた。
アゴ勇が2008年のウガンダ死去に関連した日刊ゲンダイによるインタビューの中で、メンバーの不仲を暗に語っている。1980年代後半、当時のフジテレビ社屋の近くにあったウガンダの自宅にアゴは居候していた。ウガンダ宅は山田邦子、ジャガー横田、森公美子、ブラザー・コーンなど数多くのタレントが出入りし、いわゆる溜まり場になっていたにもかかわらず、アゴはビジーフォーの面々を見かけなかったという。
冬樹は自身のブログでビジーフォーSP休止の理由について、絶頂期ではあったが今後の景気を予想すれば営業が激減することは明らかであり、また新しいネタも作れていない状況であったため「このままではなにもかもダメになる」と考え「リセットしようと決断し」「裕三も最終的には解ってくれた」と回顧している。一方で冬樹自身かつて番組で「裕三と仲が悪くなって解散するというどっきりをやってそれがのちに本当になってシャレにならなくなった」と述べたことがある。
2011年12月31日放送のフジテレビの『爆笑そっくりものまね紅白歌合戦スペシャル』にて久々に復活した。

## メンバー

### ビジーフォー
- 島田与作／イタッケ島田（ベース）
1947年生。リーダー。元・GSグループ「ザ・クーガーズ」メンバー。現在は音楽会社経営。
- グッチ裕三（ボーカル）
初期は高田〝グッチ〟裕三名義。
- モト冬樹（ギター）
初期は武東〝スリム〟冬樹→武藤〝モト〟冬樹名義。
- ウガンダ（ドラムス）
ウガンダ・トラの頁を参照。

### ビジーフォー・スペシャル
- グッチ裕三（ボーカル）
- モト冬樹（ギター）
- ウーロン茶（ベース）
1956年生。本名：佐藤知己。解散後は「モト冬樹とナンナラーズ」メンバー。現在は有限会社「チャイメイツ」経営。
- 紅一点（キーボード）
本名：松川美子。メンバーからは本名の「よしこ」と呼ばれる。エド山口夫人の井上望がアイドル歌手だった頃にコーラスを担当していた。解散後は「モト冬樹とナンナラーズ」メンバー。
- ロバよしお（ドラムス）
初代ドラマー。途中で脱退。
- エデン東（ドラムス）
二代目ドラマー。解散後は「モト冬樹とナンナラーズ」メンバー。
- 北海龍
1962年生。本当はマネージャーだがメンバーとともに出演。元押尾川部屋力士。

## シングル
- たいへん!バイキン音頭（1981年）
  - ソニー・クリエイティブプロダクツのキャラクター「バイキンくん」イメージソング。
- じゃりン子チエ c/w 春の予感（1981年）
  - 映画版『じゃりン子チエ』主題歌。
- 身から出たサビしさ（1991年）
  - 『夜も一生けんめい。』エンディングテーマ。
- 学問のスズメ（1991年）
  - 『おれは直角』オープニングテーマ。
- 嫌いにならずにはいられない（1991年）
  - 『おれは直角』エンディングテーマ。
- やる気マンマン日曜日（1987年）
  - 『やる気マンマン日曜日』オープニングテーマ。

## ものまねレパートリー
- アース・ウィンド・アンド・ファイアー
- アイ・ジョージ
- 淡谷のり子
- 内田裕也
- 宇野重吉
- エルヴィス・プレスリー
- 尾崎紀世彦
- 樹木希林
- 郷ひろみ
- サイモン&ガーファンクル
- ザ・キング・トーンズ
- ザ・スリー・ディグリーズ
- THE BOOM
- ザ・タイガース
- ザ・ドリフターズ
- さだまさし
- ジェームス・ブラウン
- 子門真人
- スタイリスティックス
- たま
- 田中星児
- 玉置浩二
- 田村正和
- ダンディ坂野
- テンプテーションズ
- デヴィッド・ボウイ
- ディック・ミネ
- 寺尾聰
- トーケンズ
- トム・ジョーンズ
- 長渕剛
- ハリー・ベラフォンテ
- 萩原健一
- ビージーズ
- ビリー・ジョエル
- プラターズ
- ブルーコメッツ
- フォー・シーズンズ
- 布施明
- 藤山一郎
- ベッツイ&クリス
- ヘドバとダビデ
- ママス&パパス
- マヒナスターズ
- 松山千春
- ライチャス・ブラザーズ
- レイ・チャールズ
- ロス・パンチョス
- ロイ・オービソン

## 出演番組
※現在は全て放送終了
- チェック&チェック（TBS）
- 欽也のそっくりベスト10（TBS）
- 金曜娯楽館（日本テレビ）
- やる気マンマン日曜日（TBS、毎日放送制作）
- オレたちひょうきん族（フジテレビ）
- ものまね王座決定戦（フジテレビ）
- ものまね珍坊（フジテレビ）
- 夜も一生けんめい。（日本テレビ）
- おとなの漫画BG4（日本テレビ）
- THE夜もヒッパレ（日本テレビ）
- みごろ!たべごろ!笑いごろ!（「いそがしバンド」として）（テレビ朝日）
- 今夜は最高!（日本テレビ）
- びーびーテレビ大混戦（「いそがしバンド」として）（東京12チャンネル）
- ビジーフォーのミュージック・オーレイ！（JFN）

## CM
- アートネイチャー[11]